# Вилоцька селищна територіальна громада
Вилоцька селищна громада — територіальна громада в Україні, в Берегівському районі Закарпатської області. Адміністративний центр — смт Вилок.
Площа громади — 137,35 км², населення — 14 836 мешканців (2020).
Утворена 12 червня 2020 року шляхом об'єднання Вилоцької селищної, Вербовецької, Матіївської, Новосільської, Перехрестівської, Пушкінської і Шаланківської Виноградівського району.

## Населені пункти
У складі громади 1 селище (Вилок) і 10 сіл:
- с. Вербовець
- с. Чорний Потік
- с. Матійово
- с. Вербове
- с. Руська Долина
- с. Нове Село
- с. Перехрестя
- с. Карачин
- с. Міжлісне
- с. Шаланки

## Старостинські округи
- Вербовецький
- Матіївський
- Новосільський
- Перехрестівський
- Пушкінський
- Шаланківський